# 大阪府立すながわ高等支援学校
大阪府立すながわ高等支援学校（おおさかふりつ すながわこうとうしえんがっこう）は、大阪府泉南市信達牧野にある特別支援学校。

## 概要
高等部を単独で設置する、知的障がいのある生徒を対象とした特別支援学校である。通常の高等学校に近い内容で、就労を通した自立を目標として支援教育を行っている。
大阪府立砂川高等学校の跡地に2014年4月、大阪府立泉南支援学校と同時に開校した。
同じ敷地にある泉南支援学校などとは異なり、入学者選抜を実施している。また、スクールバスや給食などの提供はなく、生徒は公共交通機関などで自主通学、昼食は弁当など各自で用意する。また、すながわ高等支援学校の生徒が泉南支援学校のスクールバスを利用することはできない。学区は大阪府全域にまたがるが、寄宿舎は設置していない（これは泉南支援学校もしかり）。 
健常者と一緒に学習できる「共生推進教室」が大阪府立久米田高等学校と大阪府立信太高等学校に設置されている。
共生推進教室の生徒の学籍はすながわ高等支援学校在籍となるが、連携先の各高校に通学して高校で健常者と一緒に授業などを受ける。また共生推進教室の生徒への指導は、通学先の高校とすながわ高等支援学校の教職員が連携して担当することになる。
なお、泉南支援学校と併設しているためクラスルームは変わらないが、運動場・グラウンドや体育館などは泉南支援学校と共有して使う。

## 学科
- せいかつサービス科
- ものづくり科
- 食とみどり科

## 交通
- 阪和線 和泉砂川駅 南へ600m
- 南海本線 樽井駅 泉南市コミュニティバス「府立支援学校」下車してすぐ